# Canzoniere messicano
Il Canzoniere messicano è una raccolta di trascrizioni del compositore italiano Stefano Scodanibbio. Si tratta di versioni per quartetto d'archi di canzoni d'autore o tradizionali messicane.

## L'opera
Le opere furono composte in Messico, paese molto amato dall'autore, che scelse di finire i suoi ultimi giorni a Cuernavaca.
Le versioni e trascrizioni di Stefano Scodanibbio da canzoni popolari messicane e spagnole e dall'Arte della fuga di Bach sono tra gli ultimi lavori prima della morte prematura nel 2012. Gli spostamenti armonici di questa raccolta rispetto alle versioni originali hanno un “sapore” più indulgente in confronto al lavoro derivato da Johann Sebastian Bach.
Scodanibbio dilata i tempi, raddoppiando i valori, in modo che l'ascoltatore possa percepire distintamente i suoni singoli. La maggior parte del suo lavoro destinato a quartetti d'archi è effettuato sugli armonici, con l'effetto che la musica sembra fluttuare.

### Composizioni
- Bésame mucho (2004), da Consuelo Velázquez

Stefano Scodanibbio riteneva che Bésame mucho (1940) fosse la più bella canzone che mai sia stata scritta. 

La sua suggestiva trascrizione in re minore dilata fino a quasi 7 minuti di durata la canzone dell'autrice messicana. Il tema viene “saltellato” lentamente e “riassemblato” in una forma più complessa, come un'immagine riflessa in uno specchio e vista da angoli differenti.
- Canción mixteca (2005), da José López Alavés

Insieme a Bésame mucho, questa del 1912 è la canzone popolare più conosciuta in Messico
- Cuando sale la luna (2006), da José Alfredo Jiménez
- Sandunga (2008), da Germán Bilbao

In re minore.
- La llorona (2009), tradizionale

## Discografia
- Quartetto Prometeo, Stefano Scodanibbio. Reinventions, ECM New Series, n. serie 2072, registrazione gennaio 2011.